# Distretto di Bang Khla
Il distretto di Bang Khla (in thailandese: บางคล้า) è un distretto (amphoe) della Thailandia, situato nella provincia di Chachoengsao.